# تزریق گاز به میدان نفتی
تزریق گاز به میدان نفتی از روش‌های ازدیاد برداشت نفت به‌شمار می‌آید و فرآیندی است، که به منظور جلوگیری از کاهش فشار نفت، افزایش حجم و فشار سیال درون مخزن، در نتیجه تثبیت میزان استخراج نفت در یک مخزن نفتی، در طول زمان انجام می‌شود. این روش از دهه ۱۹۵۰ میلادی در سطح بین‌المللی استفاده شده‌است و به دلیل کم‌هزینه بودن در مقایسه با روش حفاری چاه‌های جدید، مورد استقبال قرار گرفت. در این روش برای تزریق از گازهای هیدروکربن، گازکربنیک و ازت استفاده می‌شود. هدف نهایی از تزریق گاز، تأمین ضریب بازیافت بیشتر برای میادین نفتی، نسبت به روش‌های اولیه و معمول می‌باشد. در این فرایند به دلیل وجود خاصیت امتزاج، در اثر تزریق گاز، مویینگی به حداقل کاهش می‌یابد، در نتیجه نفت خام موجود در دیواره مخزن، جای خود را به گاز خشک تزریق شده می‌دهد و نفت مورد نظر نیز با فشار مناسب از دهانه چاه، خارج می‌شود.

## راندمان
عوامل زیادی در راندمان تزریق گاز به میدان نفتی دخیل هستند. از جملهٔ آن‌ها می‌توان به موارد زیر اشاره کرد:

### شکل هندسی مخزن
یکی از عوامل مؤثر در موفقیت عملیات تزریق گاز میزان سطح تماس میان سیال تزریق شده و نفت درون مخزن است. از آنجا که تزریق سیال ثانویه انحصاراً توسط چاه‌های نفت انجام می‌شود، توزیع یکنواخت سطح تماس کار آسانی نمی‌باشد. برای پایش سطح تماس سیال با نفت درون مخزن، طبیعت و ساختمان هندسی مخزن و نیز انتخاب محل چاه‌های تزریقی اهمیت ویژه‌ای دارد.
شکل هندسی ساختمان مخزن را به‌طور طبیعی نمی‌توان تغییر داد؛ ولی با انتخاب الگوی صحیح چاه‌های تزریقی، دبی تزریق و هماهنگی زمان تزریق و زمان تولید می‌توان تا حدودی موفقیت را تضمین کرد. الگوهای هندسی مختلفی برای تزریق گاز استفاده می‌شوند که معروف‌ترین آن‌ها الگوی خطی و پنج نقطه‌ای می‌باشد. انتخاب نوع الگو مورد استفاده در تخصص مهندسین حفاری می‌باشد.

### نفوذپذیری سنگ مخزن
ناهمگن بودن میزان تخلخل و قابلیت نفوذپذیری سنگ مخزن نیز از دیگر عوامل مؤثر می‌باشد. سنگ مخزن در هر نقطه، به دو علت رسوب‌گذاری و بزرگی مخازن ممکن است تغییر کند، (ناهمگن شود) همچنین نحوه تشکیل و نوع فشار طبقات فوقانی بر لایه‌های مختلف سنگ مخزن در تغییر خواص نام برده شده مؤثر خواهد بود. انتخاب محل مناسب چاه‌های مورد استفاده در تزریق، به دلیل لایه‌لایه و ناهمگن بودن سنگ مخزن، از مشکلات تزریق امتزاجی گاز می‌باشد.

### شیب طبقات مخزن
به علت آنکه انرژی پتانسیل گاز، منشأ اصلی محرک در جابجایی نفت است، تفکیک ثقلی گاز به بازده عمل کمک شایانی می‌کند. شیب زیاد طبقات زمین کمک می‌کند که نفت بر اثر سنگینی خود همواره از گاز جدا بماند و به طرف پایین که چاه‌های تولیدی قرار دارند حرکت کند. ضخامت و ناهمگنی سنگ مخزن (به انگلیسی: Reservoir rock) و درجهٔ لایه‌لایه بودن آن از عوامل مؤثر در عمل تفکیک ثقلی و در نتیجه راندمان کل عملیات است.

### طبیعت نفت مخزن
نوع و درصد مواد هیدروکربنی در نفت مخزن، در انتخاب نوع گاز تزریقی اهمیت دارد. هرچه هیدروکربن‌های سبک و متوسط در نفت مخزن بیشتر باشد، علاوه بر آنکه ارزش نفت بیشتر است، برای عملیات تزریق امتزاجی گاز نیز مناسبتر است. نفت سنگین احتیاج به میزان بیشتری از مواد حلال‌گونه دارد که منجر به هزینه بیشتری جهت فراهم آوردن مواد مورد نیاز می‌شود. با توجه به اینکه مخازن نفت سنگین در ایران معدود است، احتیاج به صرف هزینه‌های سنگین در این روش مورد نیاز نمی‌باشد.

### فشار و دمای مخزن
برای برقراری شرایط امتزاجی در دمای مخزن، نیاز به وجود فشار خاصی بر نفت و حلال آن می‌باشد. این فشار مورد نظر را می‌توان با نمودار فازی پیش‌بینی کرد.

### ترکیب درصد گاز
یکی از پارامترهای مهم درصد هیدروکربن‌های دارای وزن متوسط گاز است. میزان این مواد باید به گونه‌ای باشد که عمل امتزاج به‌طور پیوسته انجام گیرد. برای جابجا کردن نفت با گاز در فشارهای پایینتر معمولاً به گازی نیاز است که درصد ترکیبات با وزن متوسط آن زیاد باشد و در فشار جابجایی بالاتر درصد این ترکیبات معمولاً کمتر است.

### درجهٔ اشباع سیالات
معمولاً به دلیل استخراج مقداری از سیالات مخزن (آب، نفت و گاز)، درجه اشباع باقی‌مانده این سیالات در مخزن تغییر می‌کند. این وضعیت باعث برهم خوردن وضعیت تعادلی و فشار موئینگی در مخزن می‌شود. به دنبال این اثرات و نیروهای محرکه طبیعی تولید، درصد نفت باقی‌مانده در جداره مخزن زیاد می‌شود. به دلیل آنکه درجه ناهمگنی سنگ مخزن عملاً بیشتر از نمونه‌های آزمایشگاهی است، میزان تلفات نفت در هنگام برداشت از مخزن همواره بیشتر از پیش‌بینی‌ها می‌باشد.